# Piccoli giganti (programma televisivo)
Piccoli Giganti (in precedenza Pequeños Gigantes) è stato un programma televisivo italiano, prodotto per la prima edizione del 2016 da Fascino PGT, Maria De Filippi e da Endemol e trasmesso su Canale 5 dal 19 febbraio all'11 marzo 2016 con la conduzione di Belén Rodríguez. Nel 2017 il programma è stato acquistato da Discovery Italia, poi è stato trasmesso con la seconda edizione su Real Time dal 26 aprile al 2 giugno dello stesso anno con la conduzione di Gabriele Corsi con Giorgio Zacchia, concorrente della prima edizione a Mediaset.

## Il programma
Il programma è basato sull'omonimo format di origine messicana Pequeños Gigantes, ideato da Ruben Galindo e Santiago Galindo, e similmente a quanto accaduto a Tú sí que vales, altro talent show di Canale 5, il titolo non è stato tradotto. Si tratta di un talent show che prevede una sfida tra cinque squadre composte da bambini che hanno dai 4 ai 12 anni di età, chiamati a sfidarsi su diverse discipline come il canto, il ballo e la recitazione.
La conduttrice è Belén Rodríguez (al suo debutto come conduttrice in solitaria nel prime time della rete ammiraglia Mediaset). In giuria sono presenti gli attori italiani Claudio Amendola e Francesco Arca, insieme all'attrice spagnola Megan Montaner, nota in Italia per la soap Il segreto in onda su Canale 5. Le cinque squadre sono capitanate da cinque insegnanti-coach: Stefano De Martino, Rudy Zerbi, Attilio Fontana, Kledi Kladiu e Maurizio Zamboni. Vi sono inoltre altri insegnanti che seguono i bambini durante le prove, tra cui Grazia Di Michele e Veronica Peparini. Nel programma è presente anche Giuliano Peparini che, oltre a condurre la direzione artistica, gioca con i ragazzi facendo qualche scherzo e dando regali. Nella puntata finale, Peparini si unisce alla giuria.
Durante le sfide corali di canto gli ospiti sono stati: nella prima puntata il rapper Fedez, nella seconda puntata i The Kolors, nella terza puntata Giusy Ferreri e nella quarta gli Stadio, da pochi giorni reduci dalla vittoria al Festival di Sanremo. Durante le sfide corali di ballo, ospite fissa per tutte le quattro puntate è la Deejay, musicista e produttrice discografica Alexandra Damiani. Le registrazioni di tutte le puntate, inclusa la finale che in origine doveva essere in diretta, sono avvenute tra i mesi di gennaio e di febbraio del 2016. Regia di Luigi Antonini, il programma è stato scritto da Max Novaresi, Fausto Enni, Yuri Grandone, Martina Marino, SimonPietro Giudice e Salvatore Coppolino. 
Il programma ottenne ottimi ascolti, tanto da mettere in programma una seconda edizione nei palinsesti 2016-2017. A causa però dell'arrivo del programma Little Big Show, show molto simile a Pequeños Gigantes, il programma viene cancellato anche a causa della riproposizione del programma Chi ha incastrato Peter Pan?.

### Spostamento su Real Time:Piccoli Giganti
Dopo il mancato rinnovo del programma da parte di Mediaset, viene reso noto il passaggio del programma a Discovery Italia e sarà trasmesso sul canale Real Time. Il titolo del programma, realizzato in collaborazione con UNICEF, assume la traduzione italiana Piccoli Giganti. Modifiche anche nella conduzione, nella giuria e nei coach. La conduzione è affidata a Gabriele Corsi, insieme a Giorgio Zacchia, ex partecipante della prima edizione. Viene annunciato anche che in giuria vi saranno Benedetta Parodi, Enzo Miccio e Serena Rossi. I capitani delle tre squadre sono Massimiliano Rosolino, Rossella Brescia e lo youtuber Leonardo Decarli; vi sono inoltre altri insegnanti che seguono i bambini durante le prove, tra cui Grazia Di Michele e Maura Paparo.

## Meccanismo
Lo show prevede una sfida tra "piccoli talenti", i cosiddetti pequeños (ragazzi tra i 7 e i 13 anni) e pequeñitos (bambini tra i 4 e i 6 anni). Una gara che li vede suddivisi in cinque squadre, composte da tre/quattro concorrenti l'una, chiamate a "fronteggiarsi" tra prove di ballo, canto e recitazione. In palio per la squadra vincitrice una borsa di studio per l'intero percorso scolastico compresa l'università. A giudicare, una giuria di tre elementi del mondo dello spettacolo, ognuno dei quali assegna un punteggio da 1 a 10 per ogni singola esibizione. Si tratta di tre manche che prevedono l'esibizione di ognuno dei componenti delle 5 squadre; in aggiunta vi sono diverse prove bonus, il cui punteggio rimane secretato fino al termine della puntata stessa. È prevista l'eliminazione di una squadra per ogni puntata, sulla base del punteggio ottenuto. Unica eccezione alla regola è stata la prima puntata dell'unica edizione trasmessa, in cui la conduttrice Belén Rodríguez, in accordo con la giuria, ha proposto il ritorno di tutte le 5 squadre anche nella successiva puntata.

## Edizioni
| Edizione | Anno | Rete televisiva | Titolo del programma | Conduzione      | Conduzione      | Periodo          | Periodo       | Giuria           | Giuria         | Giuria         | Giuria            | Vincitori           |
| Edizione | Anno | Rete televisiva | Titolo del programma | Conduzione      | Conduzione      | Inizio           | Fine          | Giuria           | Giuria         | Giuria         | Giuria            | Vincitori           |
| -------- | ---- | --------------- | -------------------- | --------------- | --------------- | ---------------- | ------------- | ---------------- | -------------- | -------------- | ----------------- | ------------------- |
| 1ª       | 2016 | Canale 5        | Pequeños Gigantes    | Belén Rodríguez | Belén Rodríguez | 19 febbraio 2016 | 11 marzo 2016 | Claudio Amendola | Megan Montaner | Francesco Arca | Giuliano Peparini | I Piccoli Guerrieri |
| 2ª       | 2017 | Real Time       | Piccoli Giganti      | Gabriele Corsi  | Giorgio Zacchia | 26 aprile 2017   | 2 giugno 2017 | Benedetta Parodi | Enzo Miccio    | Serena Rossi   | Serena Rossi      | Stelle Filanti      |

## Audience
| Edizione | Rete televisiva | Anno | Stagione  | Programmazione | Programmazione | Programmazione | Programmazione | Programmazione | Programmazione | Programmazione | Collocazione | Telespettatori | Share  | Premiere       | Premiere | Finale         | Finale |
| Edizione | Rete televisiva | Anno | Stagione  | L              | M              | M              | G              | V              | S              | D              | Collocazione | Telespettatori | Share  | Telespettatori | Share    | Telespettatori | Share  |
| -------- | --------------- | ---- | --------- | -------------- | -------------- | -------------- | -------------- | -------------- | -------------- | -------------- | ------------ | -------------- | ------ | -------------- | -------- | -------------- | ------ |
| 1ª       | Canale 5        | 2016 | inverno   |                |                |                |                |                |                |                | Prima serata | 3 800 000      | 19,20% | 3 957 000      | 18,63%   | 3 851 000      | 17,90% |
| 2ª       | Real Time       | 2017 | primavera |                | 288 000        | 1,20%          | 405 000        | 1,50%          | 264 000        | 1,00%          | Prima serata |                |        |                |          |                |        |